# Бои на лиманском направлении (2025)
Бои на лиманском направлении — бои между ВС РФ и ВСУ в ходе вторжения России на Украину, активизировавшиеся с января 2025 года.

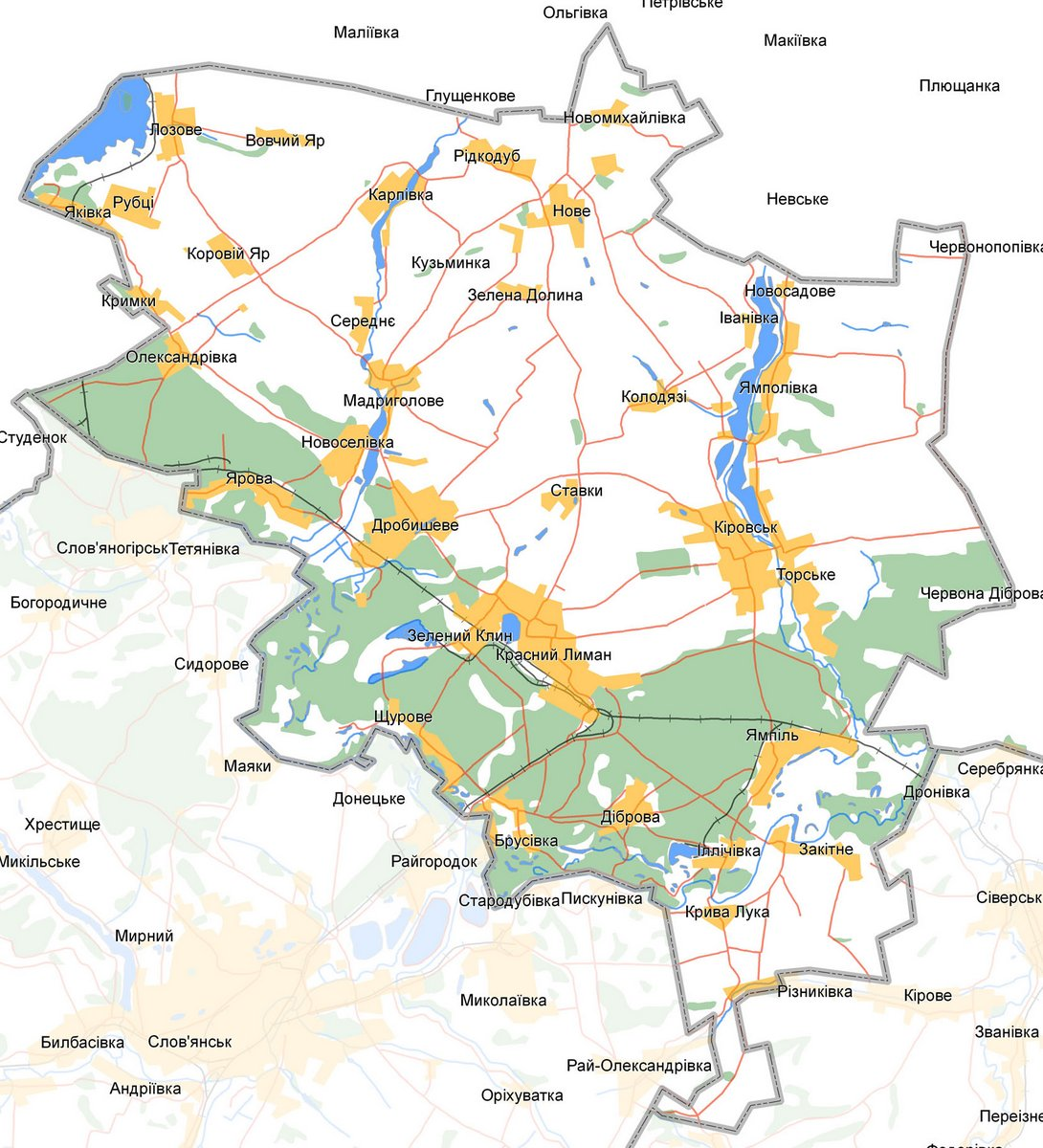
ТВД. Карта бывшего Лиманского района

## Военно-оперативная ситуация
ВС РФ впервые захватили почти всю Луганскую область 3 июля 2022 года, но позже ВСУ отбросили российские войска от административной границы Луганской области во время контрнаступления осенью 2022 года.
С конца 2023 года российские войска предпринимали попытки вытеснить украинские силы с их позиций на восточном (левом) берегу реки Жеребец и только к концу 2024 года создали относительно стабильный плацдарм, с которого стало удобно проводить дальнейшие наступательные операции.
С конца ноября 2024 года ВС РФ усилили попытки захватить последний один процент Луганской области (около 266 квадратных километров). 

## Ход боевых действий
В начале января 2025 года российские подразделения 20-й армии продвинулись через реку Жеребец на западный (правый) берег и в течение января — марта медленно расширяли плацдарм на правом берегу. 
К 31 марта ВС РФ захватили Новолюбовку и продвинулись к юго-востоку от Нового (к западу от Новолюбовки) и к южной окраине Катериновки (к северо-западу от Новолюбовки).
К 4 апреля российские войска не смогли закрепить тактический успех к северо-востоку от Лимана в районе Макеевка-Катериновка-Ивановка и перешли к атакам, с задачей отрезать широкий украинский выступ между Катериновкой (к северо-востоку от Лимана) и Копанками (к востоку от Боровой).
6 и 7 апреля ВС РФ продолжили атаки к северо-востоку от Лимана в районе Балки Журавка, Новомихайловки, Редкодуба, Нового, Колодязи и Ямполовки, а также к востоку от Лимана в районе Торского. Одновременно российские войска усилили наступление дальше на север в сторону Грековки и Новолюбовки (все к северо-востоку от Лимана). 
7 апреля МО РФ заявило, что российские войска заняли Катериновку.
В конце первой декады апреля ВС РФ атаковали на лиманском направлении: к северо-востоку — в районе Новомихайловки, Нового, Катериновки; к востоку — в районе Торского; к юго-востоку — в районе Серебрянского леса, и сумели продвинуться возле Ямполовки.
Во второй декаде апреля российские войска продолжили наступательные операции на лиманском направлении и продвинулись в районах Новомихайловки и Нового. 20 апреля была захвачена Новомихайловка.
В третьей декаде апреля ВС РФ пытались расширить плацдарм на правом берегу реки Жеребец. Шли бои в Новом и на восточной окраине Редкодуба на правом берегу Жеребца. К югу от Нового ВС РФ атаковали в направлении Липового и Зелёной Долины, а из района Новомихайловки — в направлении Нового Мира и Грековки.
30 апреля Минобороны РФ заявило, что российские войска захватили Новое. ВС РФ продвинулись к востоку от Липового (к западу от Нового) и к востоку от Катериновки (к северо-востоку от Нового).
В первой половине мая продолжились бои к северу от Лимана в районах населенных пунктов Редкодуб, Липовое и Зеленая Долина; к северо-востоку от Лимана в районе Колодезей и Новомихайловки; к востоку от Лимана в районе Торского. ВС РФ продвинулись в восточной части Редкодуба.
15 мая Минобороны РФ заявило, что российские войска захватили Торское. Геокадры, опубликованные 16 мая, указывают на то, что украинские войска недавно продвинулись в центре Торского.
В третьей декаде мая продолжались бои за Редкодуб, Колодези и Мирное. 29 мая ВС РФ захватили Редкодуб, но не смогли закрепиться в двух последних пунктах и были выбиты украинскими войсками.
В первую неделю июня российские войска продвинулись в районе Серебрянского леса (к востоку от Лимана), а также к юго-востоку от Зеленой Долины (к северу от Лимана) и к северо-западу от Колодези (к северо-востоку от Лимана).
Во второй декаде июня ВС РФ продолжили атаки к северо-западу от Лимана в направлении Шандриголово; к северу от Лимана в районах Нового Мира, Липового, Карповки, Зеленой Долины, Глущенково и к востоку от Лимана в районе Торского и Серебрянского лесничества. По заявлению представителя украинской бригады российские войска использовали поддержку беспилотников в 80 процентах своих операций и имели численное преимущество в живой силе, но были плохо обучены и не имели боевого опыта.
23 июня ВС РФ захватили Грековку.
26—27 июня в результате контратак ВСУ выбили российские войска из западной части Редкодуба.
В конце июня — первой декаде июля ВС РФ продолжили атаки к северо-западу от Лимана в направлении Шандриголово; к северу от Лимана — в районе Редкодуба, Карповки, Среднего и Нового Мира; к северо-востоку от Лимана — в районе Колодези; и восточнее Лимана — в районе Торского и Серебрянского лесничества. 11 июля была захвачена Зеленая Долина.
Геокадры от 22 июля подтверждают, что российские войска недавно захватили Липовое (к северу от Лимана) и продвинулись к юго-западу от Липового, а также в восточную часть Торского (к востоку от Лимана).
К 9 августа российские войска продвинулись в северную часть Шандриголово (к северо-западу от Лимана) и к северо-западу от Колодези (к северо-востоку от Лимана).
К 11 августа российские войска продвинулись к северо-западу и юго-востоку от Колодези (к северо-востоку от Лимана). 
К 12 августа украинские войска продвинулись в юго-восточной части Редкодуба (к северу от Лимана).
14 августа украинские войска продвинулись в южной части Торского.

## Оценки
Российские официальные лица давно называют захват Донецкой и Луганской областей целью полномасштабного вторжения России в Украину и неоднократно требовали международного признания аннексии Россией Луганской, Донецкой, Запорожской и Херсонской областей в качестве условия мира, хотя ВС РФ к началу 2025 года не контролировали полностью ни одну из этих областей.
Российское правительство, вероятно, хочет воспользоваться вторым захватом и удержанием Луганской области, чтобы получить рычаги влияния во время текущих переговоров о прекращении огня и будущих мирных переговоров, которые ISW продолжает оценивать как ключевой мотивирующий фактор для недавней активизации наземной деятельности российских войск в Украине.
Командир украинской бригады, действующей на направлении Лимана, сообщил 2 апреля, что российские войска пытаются захватить Лиман, охватив его фланги, чтобы облегчить движение к реке Оскол и сделать Лиман российским логистическим узлом.
9 апреля украинский военный журналист Юрий Бутусов заявил, что на лиманском направлении для украинских сил сложилась «критическая ситуация», которая требует «немедленных управленческих и организационных решений». В противном случае оборона на этом участке может «рухнуть».
По оценке ISW от 14 июля 2025 года, российские войска стремились вытеснить украинские войска с восточного (левого) берега реки Оскол в Боровом и Лиманском направлениях с конца 2023 года или начала 2024 года и начали значительно продвигаться к северу от Лимана только в начале января 2025 года. За последние полгода российские войска продвинулись примерно на 15-17 километров к западу от реки Жеребец в рамках усилий по созданию российского выступа к северу от Лимана.